# Fundura (São Lourenço dos Órgãos)
Fundura es una localidad caboverdiana del municipio de São Lourenço dos Órgãos.

## Geografía
La localidad está situada en la isla Santiago.

## Organización territorial
La localidad abarca los lugares y barrios de:
- Chã
- Cruz de Bica
- Cutelo
- Cutelo Correia
- Largo Grande
- Nona
- Rincadura